# Pachycalamus brevis
Pachycalamus brevis är en masködleart som beskrevs av  Günther 1881. Pachycalamus brevis är ensam i släktet Pachycalamus som ingår i familjen Trogonophidae. Inga underarter finns listade i Catalogue of Life.
Arten förekommer endemisk på ön Sokotra som tillhör Jemen. Den vistas i öns tjockare jordlager. Växtligheten utgörs av gräs, buskar och några träd.
Kanske påverkas beståndet av intensivt bruk av betesmarker. IUCN kategoriserar arten globalt som otillräckligt studerad.